# 스위프트슈어급 잠수함

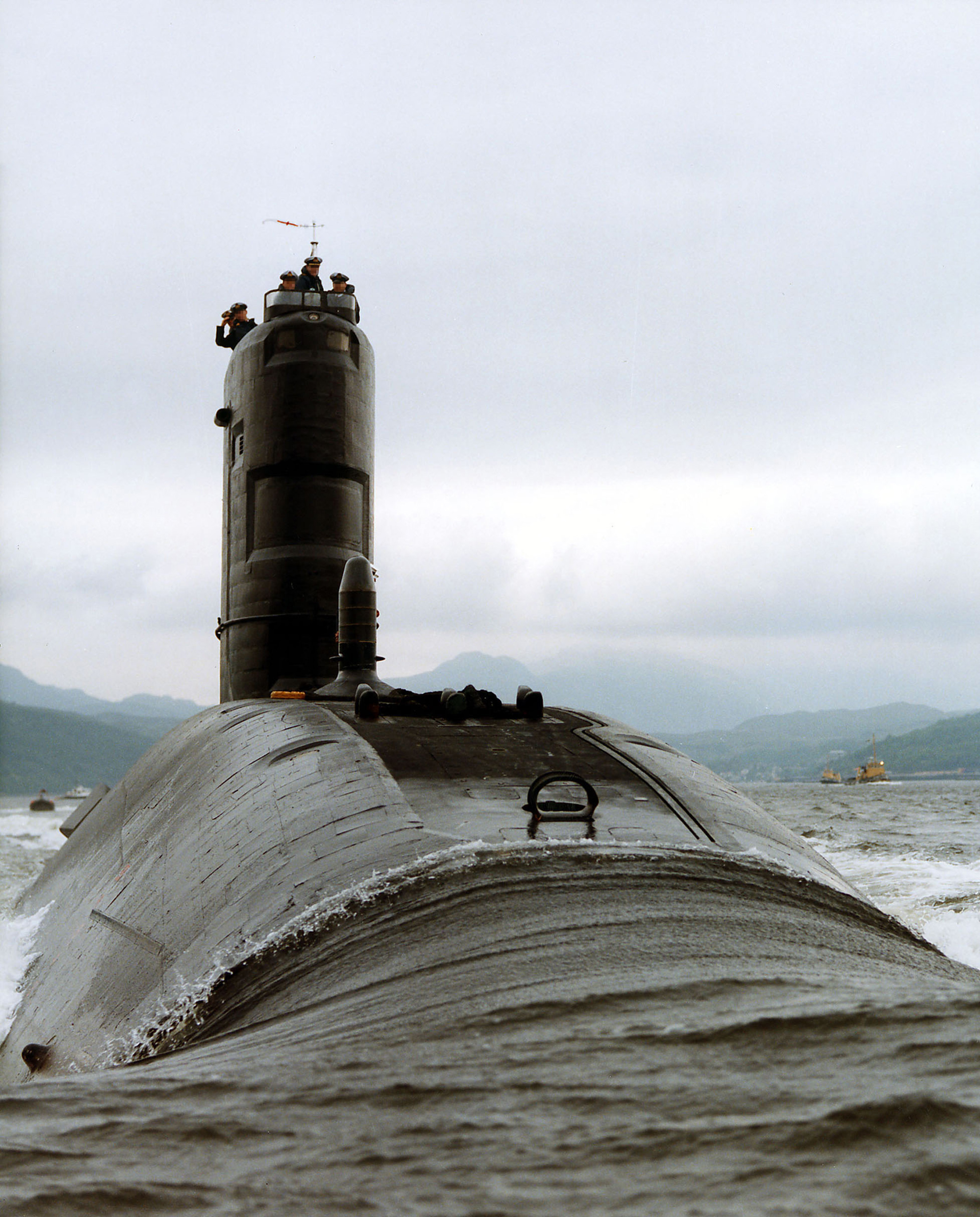

스위프트슈어급 잠수함은 영국의 공격원잠(SSN)이다.

## 역사
처칠급 잠수함 다음 함급이다. 6척이 건조되었다. 1973년부터 2010년까지 배치되었다.
처칠급과 마찬가지로, 수중 배수량 4900톤에 롤스 로이스 PWR1 원자로 1기를 탑재했다.
HMS 드레드노트 (S101), 발리언트급 잠수함, 처칠급 잠수함은 모두 "최대 수중 효율을 제공하는 거의 완벽한 유선형"의 "고래 모양의 선체"를 가졌다. 선체는 "스킵잭급 잠수함과 USS 알바코어 (AGSS-569)에서 미국 해군의 선구적인 작업을 기반으로 한" 영국식 디자인이다. 발리언트급과 비교하면, 스위프트슈어급은 13 피트 (4.0m) "더 완전한 형태로 더 짧았고, 전방의 수평타가 더 앞에 장착되었고, 어뢰 발사관이 하나 더 적고, 잠수 깊이가 더 깊어졌다."
두 번째 주요 변화는 추진력이 계통이다. 처칠급에서 사용했던 7/9 날 프로펠러 대신, 스위프트슈어급 잠수함 중 첫번째를 제외한 모든 모델은 슈라우드 펌프 제트 프로펠러를 사용했다. 처칠함에서 프로토타입 추진기를 사용해 보았다. 스위프트슈어함에 슈라우드 펌프 제트 프로펠러를 장착하지 않은 이유는 분명하지 않다. 프로펠러가 처칠급 보다 50% 더 효율적이어서 낮은 회전에서도 동일한 속도를 생성하여 잠수함 소음을 줄였다. 배관 연결도 개선해서 소음을 줄였다.